# Нкуренкуру
Нкуренкуру (нем. Nkurenkuru) — город в Намибии, административный центр области Западное Каванго.

## Географическое положение
Город расположен на границе с Анголой, на реке Окаванго. Высота центра НП составляет 1093 метра над уровнем моря.